# جادسون ألين
جادسون ألين هو محامي وقاضي وسياسي أمريكي، ولد في 3 أبريل 1797 في Plymouth, Connecticut ‏ في الولايات المتحدة، وتوفي في 6 أغسطس 1880 في سانت لويس في الولايات المتحدة. نشط حزبياً في الحزب الديمقراطي. وقد انتخب عضو جمعية ولاية نيويورك ‏ وانتخب عضو مجلس النواب الأمريكي ‏.